# Il Sposalizio del Mare (Cervia)

Il Sposalizio del Mare (« Le mariage de la mer ») est un événement du folklore populaire qui a lieu dans la ville de Cervia, une ville italienne de la province de Ravenne, dans la région Émilie-Romagne en Italie.
Cet évènement a lieu tous les ans à l'Ascension.

## Les origines
En 1445, Pietro Barbo, le futur pape Paul II, alors évêque de Cervia, aurait été surpris par une terrible tempête en mer et qu'il aurait jeté à la mer son anneau pastoral afin de la calmer et de sauver sa personne et l'équipage.
L'évêque promit alors que chaque année le jour de la fête de l'Ascension en aurait lieu la commémoration.

## Organisation
Il Sposalizio del Mare est un évènement qui a lieu tous les ans à l'Ascension. 
Un vieux gréement est préparé pour l'occasion (galion d'époque) avec à son bord l'Évêque de Cervia.
Les élus de la ville et quelques invités privilégiés, suivi par tout un lot d'embarcations se rendent au large de la ville en un lieu où se déroule le tournoi.

## Description
L'Évêque lance un anneau à la mer, noué à un ruban rouge après avoir prononcé ces quelques paroles : « Benedici o Signore il mare Adratico, in cui i cervesi e quelli cha fanno affari con essi sono soliti navigare... Benedici queste acque, le navi che le solcano, i remiganti, i nocchieri, gli uomini, le merci...» Bénis Seigneur la mer Adriatique où i cervesi (les habitants de Cervia) et ceux qui font affaire avec eux sont seuls à naviguer... Bénis ces eaux, les nefs qui les empruntent, les émigrants, les marins, les hommes, les marchandises....
Une fois l’anneau lancé, des jeunes des autres embarcations se jettent à la mer pour le repêcher, celui qui le retrouve, garde cet anneau en souvenir. Sur l'anneau est gravé : Commune de Cervia l'an .... . Son nom est inscrit sur un registre auprès de la commune à la suite de tous les noms des années précédentes depuis le début de la commune. 
Récupérer l'anneau est symbole de bon augure, promet fortune et prospérité. L'heureux pêcheur peut garder l'anneau pour son futur mariage... Les noms sont gravés sur une plaque au Circolo Pescatori une très vieille association de pêcheurs sur le port de Cervia et l'on voit que certains ont repêché l'anneau plusieurs années de suite....

## Source
- Voir liens externes